# Оленівка (метеорит)
Оле́нівка — хондрит вагою 54440 грам. За класифікацією метеоритів має петрологічний тип L5. Фаза удару: S2. Міра ерозії: W0.
Впав біля села Оленівка Волноваського району Донецької області; 47В° 50\` N, 37В° 40\` E. Знайдено 8 частин метеорита
.
Падіння метеорита сталося 17 жовтня 1951 року і його спостерігали багато свідків: Донченко Федір Григорович, обхідник доріг з Оленівки; Мірошніченко Григорій Васильович слюсар-коваль з Перемоги; Ольховський Михайло Петрович, пастух з Оленівки; Проценко Василь Єлісейович, технік експлуатації залізничних колій з Оленівки; Розумний Іван Леонтієвич, старший оперуповноважений МГБ з Оленівки; Резніченко Григорій Васильович, агротехнік з Оленівки; Фадєєв Б. В., молодший науковий співробітник гірничо-геологічного інституту зі Свердловська (нині Довжанськ); Щитов Дмитро Феоктистович, начальник міліції з Оленівки.
Метеорит виявив Донченко Федір Григорович, обхідник доріг з Оленівки.
41440 грамів метеориту зберігаються у Метеоритній колекції РАН.